# I Wanna Be Where You Are
I Wanna Be Where You Are es una canción escrita por Leon Ware y Arthur "T-Boy Ross para Michael Jackson, que fue la número dieciséis en la lista de singles pop EE.UU. y la número dos en el listado de R & B, en 1972. Fue la tercera victoria consecutiva en el Top 40 Pop al comienzo su carrera en solitario con la Motown, También fue la primera colaboración entre Ware y Ross, que era el hermano menor de la cantante Diana Ross. Esta canción sería una de las canciones de Michael Jackson más versionadas, por cantantes como Marvin Gaye, Willie Hutch, Jason Weaver y The Fugees. Años después Ware y Ross serían famosos escribiendo juntos el clásico de Marvin Gaye, "I Want You".
- Datos: Q49497